# Alanzinho
Alanzinho, właśc. Alan Carlos Gomes Da Costa (ur. 22 lutego 1983 w Rio de Janeiro) – brazylijski piłkarz występujący na pozycji pomocnika.

## Kariera
Alanzinho rozpoczął zawodową karierę w 2003 roku w ekipie CR Flamengo. W Série A zadebiutował 5 lipca 2003 w przegranym 0:2 meczu z Grêmio. We Flamengo spędził sezon 2003. Następnie był graczem trzecioligowej Ameriki, a także drugoligowej Gamy. 
W 2006 roku przeszedł do norweskiego Stabæk Fotball. W Tippeligaen zadebiutował 9 kwietnia 2006 w zremisowanym 0:0 pojedynku z Sandefjordem, zaś 2 lipca 2006 w wygranym 3:1 spotkaniu z Molde FK strzelił swojego pierwszego gola w tych rozgrywkach. W 2007 roku wywalczył z zespołem wicemistrzostwo Norwegii, w 2008 roku zdobył z nim natomiast mistrzostwo Norwegii. W tym samym roku dotarł z klubem do finału Pucharu Norwegii, jednak Stabæk przegrał tam z Vålerengą.
Na początku 2009 roku Alanzinho podpisał kontrakt z tureckim Trabzonsporem. W Süper Lig pierwszy mecz rozegrał 31 stycznia 2009 przeciwko Ankarasporowi (2:0). 15 marca 2009 w zremisowanym 2:2 pojedynku z Galatasaray SK zdobył natomiast pierwszą bramkę w Süper Lig. W 2010 roku zdobył z zespołem Puchar Turcji oraz Superpuchar Turcji, zaś w 2011 roku wywalczył z nim wicemistrzostwo Turcji. W styczniu 2014 odszedł z Trabzonsporu.
W lipcu 2014 podpisał kontrakt z beniaminkiem Süper Lig – Balıkesirsporem. Na początku 2015 roku przeszedł do Gaziantep BB, grającego w 1. Lig. Spędził tam półtora roku, po czym ponownie został zawodnikiem Stabæk Fotball. Po sezonie 2016 opuścił ten klub. Następnie ponownie grał w Turcji, w amatorskim Sinopsporze. Potem wrócił do Brazylii, gdzie do końca kariery w 2019 roku reprezentował barwy zespołów uczestniczących w rozgrywkach Campeonato Carioca – Portuguesy, Barra da Tijuca oraz Madureiry.

## Statystyki ligowe
| Rozgrywki   | Poziom | Kraj     | Mecze | Bramki |
| ----------- | ------ | -------- | ----- | ------ |
| Süper Lig   | I      | Turcja   | 154   | 12     |
| 1. Lig      | II     | Turcja   | 39    | 6      |
| Tippeligaen | I      | Norwegia | 80    | 17     |
| Série A     | I      | Brazylia | 6     | 0      |